# دوري كرة القدم النرويجي الدرجة الأولى 1993
دوري كرة القدم النرويجي الدرجة الأولى 1993 (بالنرويجية: 1. divisjon fotball for menn 1993) هو الموسم 45 من الدوري النرويجي الدرجة الأولى. أشرف على تنظيمه اتحاد النرويج لكرة القدم، وكان عدد الأندية المشاركة فيه 24، وفاز فيه نادي فوليرينغا.